# Узодимаре, Антониотто

Антониотто Узодимаре (итал. Antoniotto Usodimare), также известный как Узус ди Маре (итал. Usus di Mare; 1416—1462) — генуэзский торговец и исследователь, пребывавший на службе у португальского принца Генриха Мореплавателя. Вместе с Альвизе Када-Мосто Узодимаре исследовал большой участок побережья Западной Африки в ходе двух известных путешествий в 1455 и 1456 годах. В частности, они открыли острова Зелёного Мыса и побережье Гвинеи от реки Гамбия до реки Геба (нынешняя Гвинея-Бисау).

## Биография
Антониотто Узодимаре был успешным торговцем. Будучи гражданином Генуэзской республики, он руководил местным монетным двором и являлся акционером Банка Сан-Джорджо. Однако потом удача его покинула. Приблизительно в 1450 году Узодимаре бежал из Генуи, спасаясь от кредиторов, сначала перебравшись в Севилью, а затем в Лиссабон. В итоге он поступил на службу к португальскому принцу Генриху Мореплавателю, надеясь, что, участвуя в прибыльной португальской торговле на западноафриканском побережье, сможет быстро восстановить своё состояние и выплатить долги.
В некоторых источниках Антониотто Усодимаре путают с Антонио де Ноли, другим генуэзским исследователем, бывшим на службе у принца Генриха Мореплавателя, который, согласно воспоминаниям португальского капитана Диогу Гомеша, также отправился к реке Гамбия и заново открыл острова Зелёного Мыса в 1462 году. Несмотря на схожесть их историй, нет никаких доказательств того, что это один и тот же человек.

## Экспедиции в Африку
Антониотто Узодимаре отплыл в начале 1455 года на португальской каравелле, вероятно, предоставленной принцем Генрихом Мореплавателем, в сопровождении другой каравеллы с неназванным португальским оруженосцем принца. В июне 1455 года, когда он огибал полуостров Кап-Вер, то наткнулся на Альвизе Када-Мосто, венецианского капитана, также состоявшего на службе у Генриха Мореплавателя. Они объединились и в июне 1455 года вместе начали искать устье реки Гамбия. Однако, встретив резкую неприязнь со стороны туземцев выше по течению реки, корабли вернулись в Португалию. Там Антониотто Узодимаре написал письмо, датированное 12 декабря 1455 года, своим кредиторам в Генуе, где с преувеличением рассказал об успехах своей экспедиции в Гамбию и пообещал, что в своём следующем путешествии он заработает достаточно денег, чтобы, наконец, вернуть долги.
В мае 1456 года Антониотто Узодимаре вместе с Альвизе Када-Мосто и неназванным португальским капитаном снова отправились в экспедицию. По пути они отклонились от побережья Сенегамбии, спасаясь от шторма, и в результате открыли острова Зелёного Мыса (в 560 км от побережья Африки). Сочтя необитаемые острова неинтересными, они вернулись к побережью Африки и вновь вошли в устье реки Гамбия. На этот раз они не встретили враждебного сопротивления. Продвинувшись приблизительно на 100 км вверх по течению, они, по пути занимаясь мелкой торговлей с народом мандинка, остались разочарованными, не найдя свидетельств изобилия золота или перца мелегета. Решив продолжить свои исследования, Узодимаре и Када-Мосто продолжили путь дальше на юг вдоль неизведанного побережья Гвинеи, открыв устье реки Казаманс, мыс Кабу-Рошу, реку Кашёу, достигнув устья реки Геба и островов Бижагош (территория современной Гвинеи-Бисау). Поскольку переводчики, находившиеся на борту португальских кораблей (вероятно, представители народов волоф и мандинка), не понимали язык местных народов, живших от них слишком далеко к югу, европейцы не смогли их расспросить. Вскоре они отплыли обратно в Португалию.

## Дальнейшая судьба
По-видимому, вторая экспедиция оказалась достаточно прибыльной для Антониотто Узодимаре, позволив ему расплатиться со своими кредиторами, поскольку вскоре после этого он вернулся в Геную. В 1458 году Узодимаре в качестве агента торгового дома Маркионни прибыл в Каффу, генуэзскую колонию на побережье Чёрного моря. Он умер в 1462 году.
Эсминец типа «Навигатори» Королевского флота Италии 1929 года выпуска был назван в его честь. Он затонул в июне 1942 года.

## Письмо Узодимаре
По возвращении из своей первой экспедиции Антониотто Узодимаре написал письмо, датированное 12 декабря 1455 года, своим кредиторам в Геную, информируя их о своём недавнем путешествии с большими преувеличениями и полуправдой. Так он не упоминает Када-Мосто, создавая таким образом впечатление, что будто бы он в одиночку исследовал реку Гамбия. Узодимаре утверждал, что якобы за несколько дней добрался до столицы Малийской империи и находился на досягаемом расстоянии от земель пресвитера Иоанна (Эфиопская империя). Узодимаре также писал, что будто бы повстречал у берегов Гамбии человека генуэзского происхождения, являвшегося потомком выживших в экспедиции 1291 года исследователей Вандино и Уголино Вивальди.
Антониотто Узодимаре убеждал своих кредиторов, что его отправили в Гамбию в качестве посла португальского короля Афонсу V для заключения мирного договора с «королём Гамбии», и что он должен будет вернуться туда в следующем году, чтобы сопроводить обратно домой гамбийского посла. Узодимаре также уверял кредиторов, что он, вероятно, заработает достаточно денег во время этого второго путешествия, что сможет полностью расплатиться с ними. В этом письме содержится первое известное упоминание о том, что перец мелегета можно обнаружить в районе Гвинеи, и редко встречающееся свидетельство о морском страховании, которым пользуются капитаны на службе у Генриха Мореплавателя.
Письмо Узодимаре, написанное на плохой латыни, было обнаружено приблизительно в 1800 году в рукописи Джакомо (Якоба) Гроберга, шведского купца, проживавшего в Генуе. Она хранилась в городском архиве как один из трёх документов, собранных вместе генуэзским картографом XV века (возможно, Бартелеми Парето) в качестве материала для составления новой карты-портулана. Письмо было впервые опубликовано в 1802 году в журнале Гроберга и с тех пор много раз воспроизводилось.